# N-GA
De N-GA, de Nieuw-Gentse Alliantie, was een politieke satire, waarmee een groep jonge Gentenaars de uitwassen van overdreven Vlaams nationalisme aanklaagden.
De N-GA begon haar project in oktober 2007 en kwam voor het eerst naar buiten met haar slogan "Gent onafhankelijk!" in januari 2008 tijdens de jaarlijkse nieuwjaarsreceptie van de stad Gent. Hierop volgde veel mediabelangstelling. Eerst in de lokale Gentse pers, maar ook vanwege de nationale media. De N-GA woordvoerders waren onder andere te zien in het VRT-journaal, 'Phara' en 'De laatste show'.
N-GA trok de aandacht met twee nogal absurde, maar evengoed controversiële standpunten. Ten eerste de Gentse onafhankelijkheid, daarbij verwijzend naar de historische onafhankelijkheid van de stad en de aparte Gentse mentaliteit. Ten tweede met de eis dat alle ingeweken West-Vlamingen zich dienden te assimileren. Hieraan werd meermaals toegevoegd dat wie dit niet deed na de Gentse onafhankelijkheid uit de stad zou worden verwijderd. Dit alles werd uitvoerig uit de doeken gedaan in de documentaire: 'Vlaanderen Barst'.
Vooral de tweede eis zorgde voor nogal wat controverse in de stad. Burgemeester Daniël Termont verklaarde herhaaldelijk te zijn aangesproken door mensen die de dreigementen serieus namen. Dit ondanks de vele overduidelijk studentikoze punten in het N-GA "70-puntenplan".
Verschillende andere mensen vonden dan weer dat een dergelijke satire op xenofobie, zelf xenofobie in de hand werkte. 
Ondertussen speelden verschillende West-Vlamingen het spel mee. Er verschenen verschillende West-Vlaamse tegenbewegingen: N-GA Busters, WDF, Gents-West-Vlaamse Liga, G-Plus, etc... 
Op 30 maart 2008 organiseerde N-GA een dag voor de Gentse onafhankelijkheid, die enkele duizenden Gentenaars op de been bracht. Er was een klein festival aan het Sint-Jacobsplein. In de namiddag volgde een stoet naar het Sint-Baafsplein, waar 'N-GA ideoloog' Edmond Cocquyt officieel de Gentse onafhankelijkheid uitriep vanaf het balkon van het NTGent. Die nacht werd de partij opgeheven.